# معتاد (ترانه انریکه ایگلسیاس)
«معتاد» (به انگلیسی: Addicted) تک‌آهنگی از هنرمند اهل اسپانیا انریکه ایگلسیاس است که در سال ۲۰۰۳ میلادی منتشر شد. همسرش یکبار به خاطر این موزیک ویدئو انریکه را ترک کرده ولی دوباره به زندگی باهم ادامه دادند.
میشا بارتون در این ویدئو بازی کرده‌است.

## جدول‌های موسیقی
| جدول (۲۰۰۳–۲۰۰)                                                    | بهترین جایگاه |
| ------------------------------------------------------------------ | ------------- |
| استرالیا (ای‌آرآی‌ای)                                                | ۴۳            |
| اتریش (او۳ تاپ ۴۰ اتریش)                                           | ۵۱            |
| بلژیک (اولتراتیپ فلاندرز)                                          | ۵             |
| دانمارک (ترک‌لیسن)                                                  | ۹             |
| آلمان (جدول‌های رسمی آلمان)                                         | ۳۱            |
| ایرلند (ایرما)                                                     | ۳۱            |
| هلند (۱۰۰ تک‌آهنگ برتر)                                             | ۵۰            |
| اسکاتلند (اوسی‌سی)                                                  | ۸             |
| سوئد (فهرست برترین‌های سوئد)                                        | ۲۶            |
| سوئیس (شوایزر هیت‌پاراد)                                            | ۳۴            |
| تک‌آهنگ‌های بریتانیا (اوسی‌سی)                                        | ۱۱            |
| ایالات متحده فوران‌کننده زیر ۱۰۰ آهنگ داغ (بیلبورد)                 | ۱             |
| ترانه‌های باشگاه رقص ایالات متحده (بیلبورد) ریمیکس‌ها                | ۴             |
| ترانه‌های داغ لاتین ایالات متحده (بیلبورد) «ادیکتو»، نسخه اسپانیایی | ۹             |
| ایرپلی پاپ لاتین ایالات متحده (بیلبورد) «ادیکتو»، نسخه اسپانیایی   | ۵             |
| ۴۰ آهنگ برتر جریان اصلی ایالات متحده (بیلبورد)                     | ۲۷            |
| تروپیکال ایرپلی ایالات متحده (بیلبورد) «ادیکتو»، نسخه اسپانیایی    | ۲۲            |

## تاریخچه انتشار
| منطقه        | تاریخ          | فرمت(ها)               | ناشر      | م.     |
| ------------ | -------------- | ---------------------- | --------- | ------ |
| ایالات متحده | ۱۳ اکتبر ۲۰۰۳  | رادیوی برترین‌های معاصر | اینترسکوپ | [ ۱۸ ] |
| بریتانیا     | ۱۷ نوامبر ۲۰۰۳ | سی‌دی کاست              | اینترسکوپ | [ ۱۹ ] |
| استرالیا     | ۲۴ نوامبر ۲۰۰۳ | سی‌دی                   | اینترسکوپ | [ ۲۰ ] |